# Eugene Bird
Eugene K. Bird (* 11. März 1926 in Lambert, Richland County (Montana), Vereinigte Staaten; † 28. Oktober 2005 in Berlin) war ein US-amerikanischer Offizier (zuletzt Lieutenant Colonel) und von 1964 bis 1972 Direktor des Kriegsverbrechergefängnisses Spandau. Nachdem die US-amerikanische Militärführung im März 1971 durch die Manuskripte zu dem 1974 veröffentlichten Buch Loneliest Man in the World offiziell Kenntnis von der engen Zusammenarbeit Birds mit Rudolf Heß erhalten hatte, wurde Bird unter Hausarrest gestellt und als Kommandant des Gefängnisses entlassen.

## Militärischer Werdegang
Bird wurde in dem US-amerikanischen Weiler Lambert geboren, Teil des Orts Fox Lake im Richland County, Montana. Er diente ab 1944 in der United States Army und nahm in Europa an den Kämpfen gegen das nationalsozialistische Deutsche Reich teil.
Im Jahr 1947 war er der ranghöchste amerikanische Wachsoldat im Kriegsverbrechergefängnis Spandau. Von 1964 bis 1972 war er Kommandant des Gefängnisses in Spandau, in dem die sieben während des Nürnberger Prozess gegen die Hauptkriegsverbrecher zu Haftstrafen verurteilten führenden Nationalsozialisten inhaftiert waren. Seine militärische Karriere endete 1972 mit dem erzwungenen Abschied aus dem Militärdienst.

## Kommandantur in Spandau
Über die Jahre als Kommandant des Gefängnis baute er zu dem ehemaligen Hitler-Stellvertreter Rudolf Heß eine enge Beziehung auf. Dieser war im Nürnberger Hauptkriegsverbrecherprozess zu lebenslanger Haft verurteilt worden und nach der Entlassung Albert Speers und Baldur von Schirachs 1966 der einzige Insasse des Gefängnisses.
Während seiner Zeit als Gefängnisdirektor entstand das im Jahre 1974 veröffentlichte Buch Rudolf Heß: Stellvertreter des Führers, das in zwölf Sprachen übersetzt wurde, in über 35 Ländern erschien und zu einem Bestseller wurde. Bird gab offen zu, den in strenger Einzelhaft festgesetzten Heß in dessen Zelle besucht zu haben. Er beschreibt im Epilog seines Buches die Gespräche mit Heß und behauptet darin, sowohl seine Vorgesetzten als auch seine Kollegen hätten von diesen Befragungen gewusst und diese teilweise gar unterstützt. Neben der Aufarbeitung verschiedener Dokumente drehte Bird einen Schmalfilm mit Heß, der Jahre später im Fernsehen gezeigt wurde. Im Mittelpunkt des Interesses stand für Bird die Aufarbeitung der Hintergründe des „Englandfluges“, den Heß 1941 unternommen hatte. Gemäß Bird hatte Heß seine Beteiligung an den Verbrechen während der Zeit des Nationalsozialismus nie bereut.
Diese Vorgänge führten zur Entlassung Birds als Kommandant in Spandau, da sein Verhalten den alliierten Behörden zufolge einen Bruch mit den Gefängnisvorschriften bedeutete. Er wurde unter Hausarrest gestellt, intensiv verhört und dazu gedrängt, seinen Abschied bei der US Army zu nehmen.

## Leben nach 1972
Bird übersiedelte mit seiner Familie endgültig nach Deutschland und ließ sich in Berlin nieder, wo er im Bezirk Zehlendorf wohnte und eine kleine Firma betrieb.
Als Rudolf Heß 1987 starb, wurde Bird im Einklang mit der Familie Heß und verschiedenen Verschwörungsideologen, beispielsweise dem rechtsextremen Olaf Rose, zu einem der Wortführer derer, die die offizielle Version eines Selbstmordes bezweifeln. Seiner Ansicht nach wurde Heß von den Briten ermordet, da die Sowjetunion unter Gorbatschow die Bereitschaft gezeigt habe, Heß freizulassen. Die Briten hätten Heß aber nicht in Freiheit sehen wollen. Zudem äußerte er Zweifel, dass der zu seinem Todeszeitpunkt 93-jährige Heß physisch in der Lage gewesen wäre, Selbstmord zu begehen. Diese Ansichten sind stark umstritten.
Bird war Mitglied im Arbeitskreis Christlicher Publizisten und der Vereinigung 17. Juni 1953.
Bird war verheiratet und hatte zwei Töchter. Er starb am 28. Oktober 2005 und wurde auf dem Waldfriedhof Zehlendorf beerdigt.

## Publikationen
- Hess. Der Stellvertreter des Führers. Englandflug und britische Gefangenschaft. Nürnberg und Spandau; Verlag Kurt Desch, München 1974; ISBN 3-420-04701-0
- The Loneliest Man in The World: The Inside Story of the 30-year Imprisonment of Rudolf Hess; Secker & Warburg, London, 1974; ISBN 0-436-04290-8